# Sonnenwind
| Eigenschaften des Sonnenwinds in der Ekliptik bei Sonnenabstand 1 AE | Eigenschaften des Sonnenwinds in der Ekliptik bei Sonnenabstand 1 AE |
| -------------------------------------------------------------------- | -------------------------------------------------------------------- |
| Zusammensetzung                                                      | 96 % Protonen, 4 % He++ (schwankend), Elektronen                     |
| Dichte                                                               | 6 cm−3 (Protonen = Elektronen)                                       |
| Protonenfluss                                                        | 3·1012 m−2 s−1                                                       |
| Temperatur                                                           | 3500…500000 K                                                        |
| Freie Weglänge                                                       | 108 km                                                               |
| Geschwindigkeit                                                      | 200…400 km/s (langsam); 600…2000 km/s (schnell)                      |

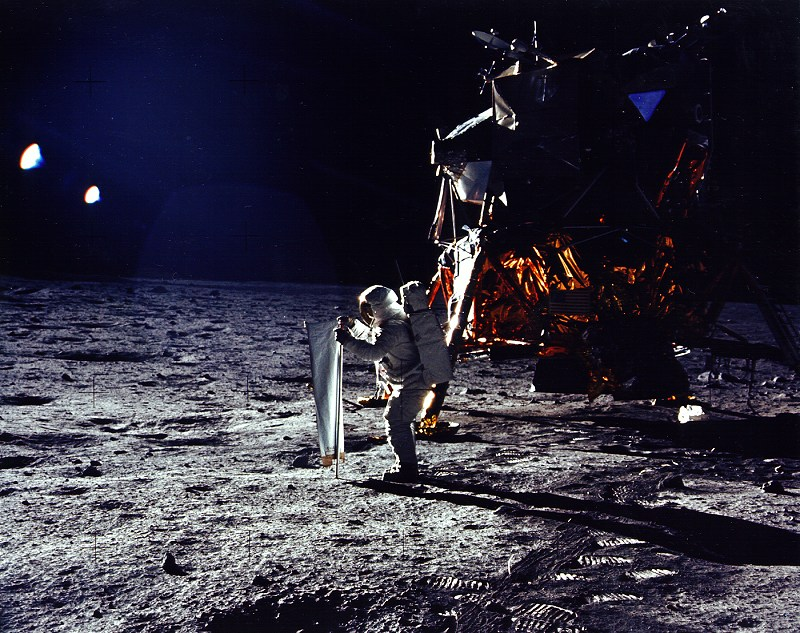
Ein Experiment zur Erforschung des Sonnenwinds. Das Sonnenwindsegel wird von Aldrin während der Apollo-11-Mission ausgerichtet.

Der Sonnenwind ist ein Strom geladener Teilchen, der ständig von der Sonne in alle Richtungen abströmt – etwa 1 Million Tonnen pro Sekunde. Im Vergleich zum Sternwind anderer Fixsterne ist er jedoch schwach und muss bei der Ursonne stärker gewesen sein.
Der Sonnenwind ist ein Hauptbestandteil des interplanetaren Mediums und tritt als ein niederenergetischer Bestandteil der kosmischen Strahlung in Erscheinung. Er ist anders als die Sonnenstrahlung keine elektromagnetische Strahlung, sondern ein Teilchenstrom aus Protonen und Elektronen. Gelegentlich wird auch der falsche Begriff Sonnenstaub (analog zu Sternenstaub) verwendet, was insbesondere bei der Berichterstattung der Presse zur Genesis-Sonde der Fall war. Geschwindigkeit und Dichte des Sonnenwindes sind sehr variabel. Er setzt sich aus sehr verschiedenen Arten von Teilchenströmen zusammen. Seine extreme Form sind koronale Massenauswürfe (CME), die auch auf der Erde massive Folgen hervorrufen können.

## Entstehung und Zusammensetzung
Der Sonnenwind besteht hauptsächlich aus ionisiertem Wasserstoff (Protonen und Elektronen) sowie aus 8 % Helium-4-Atomkernen (Alphateilchen). Daneben enthält er Spuren von ionisierten Atomkernen der Elemente Kohlenstoff, Stickstoff, Sauerstoff, Neon, Magnesium, Silizium, Schwefel und Eisen. Nichtionisierte (elektrisch neutrale) Atome sind kaum enthalten. Der Sonnenwind stellt ein sogenanntes Plasma dar, das elektrisch hoch leitfähig ist. Allerdings hat der interplanetare Raum wegen der geringen Teilchendichte nur eine sehr geringe  Ladungsträgerdichte.
Man unterscheidet den langsamen und den schnellen Sonnenwind. Diese beiden unterscheiden sich nicht nur durch ihre Geschwindigkeit, sondern auch durch ihre chemische Zusammensetzung, ihre Temperatur und ihr Strömungsverhalten. Obwohl er aus den äußeren Schichten der Sonne stammt, spiegelt der Sonnenwind die Elementhäufigkeit dieser Schichten nicht exakt wider. Denn durch Fraktionierungsprozesse (FIP-Effekt) werden manche Elemente im Sonnenwind angereichert beziehungsweise verdünnt. Im Inneren der Sonne wurden seit ihrer Entstehung die Elementhäufigkeiten durch die dort ablaufende Kernfusion geändert; da aber die äußeren Sonnenschichten nicht mit den inneren gemischt sind, entspricht deren Zusammensetzung noch jener des Urnebels, aus dem sich das Sonnensystem gebildet hat. Die Erforschung des Sonnenwindes ist deshalb auch interessant, um sowohl auf die chemische Zusammensetzung als auch auf die Isotopenhäufigkeiten des Urnebels schließen zu können.
Die Sonne verliert durch den Sonnenwind pro Sekunde etwa eine Million Tonnen ihrer Masse mit nur geringer zeitlicher Variation.
Außerhalb der Beschleunigungszone von 10 bis 20 Sonnenradien ändert sich die Geschwindigkeit des Sonnenwindes kaum noch, sodass seine Dichte mit dem Quadrat der Entfernung abnimmt. In Erdnähe hat der Sonnenwind eine Dichte von ungefähr 5 · 106 Teilchen pro Kubikmeter.

## Geschwindigkeit und Bewegung

Seitenansicht der Sonne mit idealisiertem Dipolfeld zu einem Sonnenfleckenminimum: die Feldlinien des Sonnenmagnetfelds (blau) und die Sonnenwindströmung (rot). In gelb gestrichelt die heliosphärische Stromschicht.

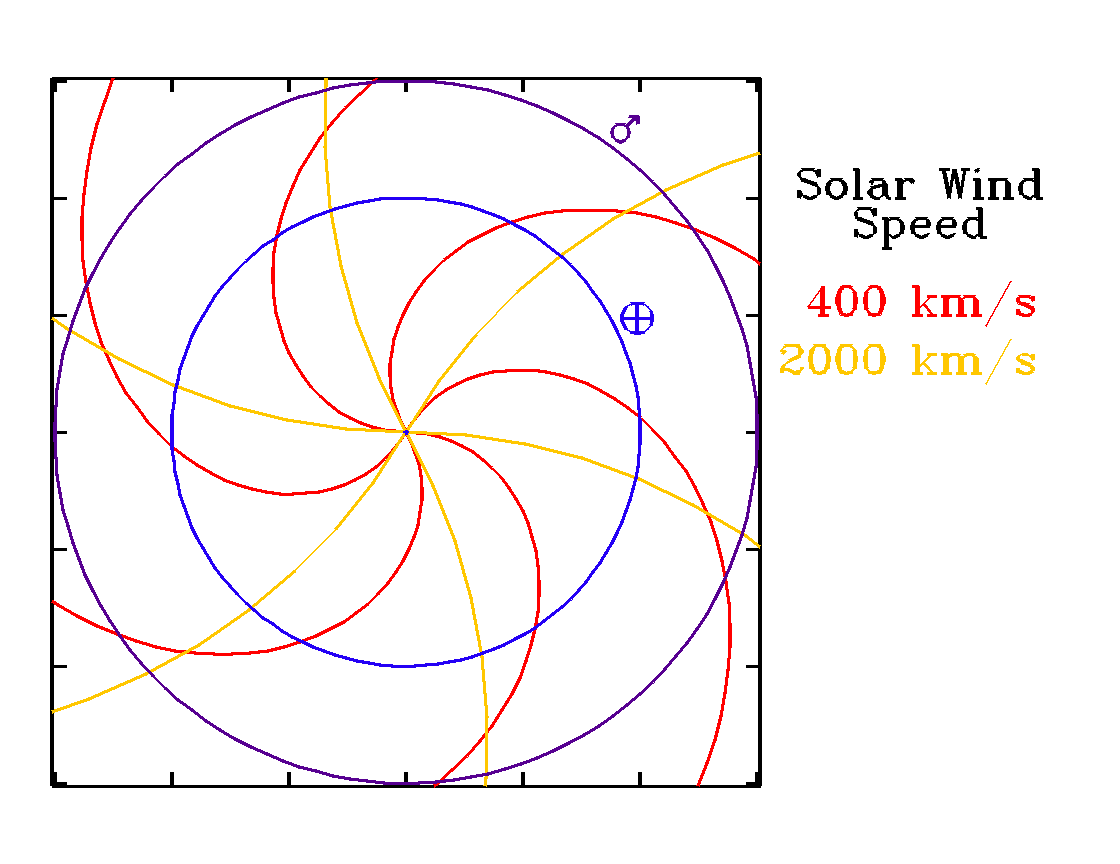
Draufsicht: die unterschiedliche Krümmung der Spiralen des langsamen (rot) und des schnellen (gelb) Sonnenwinds. In blau die Bahn der Erde, in violett die Bahn des Mars.

Das Plasma der unteren Sonnenkorona wird mit der Rotation der Sonne mitgedreht. Ab einem gewissen Abstand, etwa 2,5 Sonnenradien (~2,5 · R☉) wächst der thermische Druck über den magnetischen hinaus und das Plasma strömt ab diesem Punkt radial von der Sonne fort. Es werden zwei Arten des Sonnenwinds unterschieden, der langsame und der schnelle.
Der langsame Sonnenwind hat eine Zusammensetzung ähnlich der Sonnenkorona. Während er von der Sonne abströmt, verdoppelt er seine Geschwindigkeit von 150 km/s im Abstand von 5 · R☉ auf 300 km/s im Abstand 25 · R☉. Sein Ursprung ist noch nicht abschließend geklärt. Man nimmt an, dass beobachtete tropfenartige Plasma-Ablösungen von Helmet Streamern zum langsamen Sonnenwind beitragen. Der Hauptanteil des langsamen Sonnenwinds dürfte jedoch aus Regionen außerhalb der Helmet Streamer stammen, wahrscheinlich aus den inneren Begrenzungsrändern von koronalen Löchern. Er beschleunigt während seines Fortströmens von der Sonne weiter und strömt nach Messungen von Sonden wie Ulysses in einem bestimmten Abstand zur Sonne vor allem nahe deren Äquatorebene, zwischen etwa 20° Nord und 20° Süd. Er benötigt 5 oder mehr Tage, nach anderen Angaben etwa 20 Tage, um die Region der Erde zu erreichen. In Erdbahnnähe hat er eine Geschwindigkeit von etwa 300 bis 500 km/s und eine Temperatur im Bereich von etwa 1,4 · 106 K bis 1,6 · 106 K. Die Plasmaschallgeschwindigkeit beträgt in Erdbahnnähe etwa 50 km/s, der Sonnenwind ist also deutlich überschallschnell.
Der schnelle Sonnenwind hat eine Zusammensetzung ähnlich der Photosphäre der Sonne. Er tritt aus dem Inneren von koronalen Löchern (also vorwiegend, insbesondere zu Zeiten des Sonnenfleckenminimums, in der Nähe der Sonnenpole) aus, wird zwischen 1,5 · R☉ und 2,5 · R☉ auffallend stark beschleunigt und besitzt in der Bereichsmitte, also bei 2 · R☉, eine Geschwindigkeit von 300 km/s. Dabei sind die Sauerstoffionen erheblich schneller als die leichteren Protonen. Die Messungen durch das Ultraviolet Coronal Spectrometer (UVCS) des Forschungssatelliten Solar and Heliospheric Observatory (SOHO) ergaben, dass der schnelle Sonnenwind über den Polen der Sonne erheblich schneller beschleunigt wird, als durch die Thermodynamik erklärt werden kann. Diese Theorie sagt voraus, dass die Schallgeschwindigkeit etwa vier Sonnenradien über der Photosphäre überschritten werden sollte. Tatsächlich findet man diese Grenze bereits in etwa 25 % dieser Distanz. Als Ursache dieser Beschleunigung werden Alfvén-Wellen angesehen. Der schnelle Sonnenwind beschleunigt weiter bis etwa 10 bis 20 Sonnenradien Distanz, ab dann strömt er mit ungefähr konstanter Überschallgeschwindigkeit fort. Der schnelle Sonnenwind benötigt etwa 2 bis 4 Tage, um die Region der Erde zu erreichen. In Erdbahnnähe hat er eine Geschwindigkeit von etwa 750 km/s und eine Temperatur von etwa 8 · 105 K.
Der Sonnenwind strömt radial von der Sonne fort. Aufgrund der Sonnenrotation – eine Umdrehung in etwa 27 Tagen, bezogen auf die Erde – bildet er jedoch dabei spiralig gekrümmte Kurven, ähnlich dem Wasserstrahl eines Sprinklers. Der schnelle Sonnenwind formt dabei steilere Spirallinien als der langsame Sonnenwind (siehe nebenstehende Abbildung). Hierdurch entstehen an den Kreuzungspunkten Druckwellen, bestehend aus einem vorwärts und einem rückwärts gerichteten Wellenpaar. Diese werden co-rotating interaction regions (CIRs) genannt. Mit den Voyager-Sonden wurde entdeckt, dass Gruppen dieser CIRs ihrerseits miteinander verschmelzen können, wodurch merged interaction regions (MIRs) entstehen. Diese Interaktionen geschehen typischerweise bis etwa 10 AE. Jenseits davon bestehen komplexe Strukturen, so dass der Sonnenwind auch in großer Entfernung kein homogener Fluss ist.
Der Sonnenwind strömt so lange mit Überschallgeschwindigkeit von der Sonne fort und dünnt sich dabei mit dem Quadrat der Entfernung aus, bis sein fortwährend geringer werdender Druck den Partikeln und Feldern des lokalen interstellaren Mediums nicht mehr standhalten kann. An dieser Stelle, der Randstoßwelle (termination shock), wird der Sonnenwind abrupt von ca. 350 km/s auf ca. 130 km/s, und damit auf Unterschallgeschwindigkeit, abgebremst. Dabei verdichtet er sich und heizt sich auf. Die genaue Form und Größe der Randstoßwelle ist variabel, da sie von Dichteschwankungen des Sonnenwinds ebenso wie von Stärkeschwankungen des interstellaren Mediums abhängt. Die Raumsonden Voyager 1 und Voyager 2 erreichten die Randstoßwelle bei 94 AE bzw. 84 AE Entfernung.
Jenseits der Randstoßwelle befindet sich die Zone der Heliohülle (heliosheath). In dieser vermischen sich die Teilchen des abgebremsten Sonnenwinds mit denen des lokalen interstellaren Mediums. An der Heliopause schließlich sind die Sonnenwindteilchen mit dem interstellaren Medium im Gleichgewicht.

## Auswirkungen

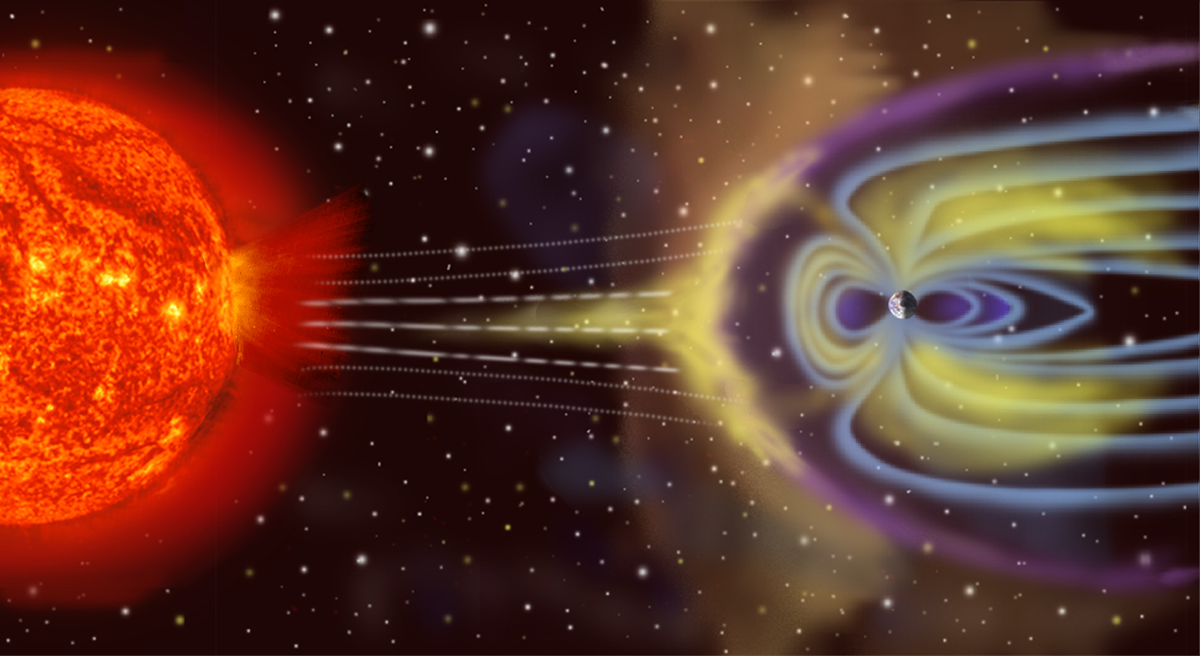
Die Magnetosphäre schirmt die Erdoberfläche von den geladenen Teilchen des Sonnenwindes ab. (nicht maßstabsgetreu)

Eintritt von Sonnenwind-Ionen über die polaren Trichter

Ein deutlich sichtbares Anzeichen für die Existenz des Sonnenwinds liefern die Kometen: Durch die Wirkung des Sonnenwindes wird Material aus der Koma eines Kometen gerissen. Der bläulich leuchtende Gasschweif eines Kometen zeigt immer in gerader Linie von der Sonne weg, unabhängig von der Bewegungsrichtung des Kometen. Auch der Staubschweif eines Kometen zeigt von der Sonne weg, aber da die Staubpartikel deutlich langsamer als die Gas-Ionen sind, ist der Staubschweif wegen der Eigenbewegung des Kometen gekrümmt und sein Winkel zur Sonne ist kleiner als 180 Grad.
Koronale Massenauswürfe und Sonneneruptionen führen zu enormen Stoßwellen im sonst kontinuierlichen Sonnenwind. Deren Auswirkungen im erdnahen Bereich werden als Weltraumwetter bezeichnet.
Da der Sonnenwind ein elektrisch leitendes Plasma darstellt, verformt er sowohl das Magnetfeld der Sonne als auch das der Erde. Das irdische Magnetfeld hält den Teilchenschauer zum größten Teil von der Erde ab. Bei einem starken Sonnenwind kann das Plasma das Erdmagnetfeld so stark verformen, dass durch magnetische Rekonnexion geladene Teilchen zur Erde beschleunigt werden und in den hohen Schichten der Erdatmosphäre Polarlichter hervorrufen. Hierbei handelt es sich um sogenannte sekundäre Teilchen, da diese nicht von der Sonne stammen, sondern aus der Magnetosphäre der Erde.
Starke Sonnenwinde haben auch Einfluss auf die Ausbreitung von elektromagnetischen Wellen und können unter anderem den Kurzwellenfunk als Mögel-Dellinger-Effekt und die Kommunikation mit Satelliten stören. Sonnenwinde und ihre Auswirkungen auf die Technik sind seit z. B. 1847, 1859, 1921 und 1940 bekannt, weil es zu Störungen in der Telegraphie, an Signalanlagen der Bahn, bei der Radiokommunikation und vereinzelt sogar zum explosionsartigen Durchschmoren von Transformatoren gekommen ist (zu einem Transformatorenausfall ist es z. B. am 13. März 1989 in Quebec gekommen). Es wird für möglich gehalten, dass besonders starke Sonnenwinde zu einem globalen Totalausfall von Stromversorgung und Computerfunktionen führen könnten.
Innerhalb der Heliosphäre gibt es eine Schicht, in der das Magnetfeld der Sonne seine Polarität ändert. Dadurch entstehen elektrische Ströme im Sonnenwind, die von Raumsonden gemessen werden konnten. Diese Schicht ist unregelmäßig geformt und heißt Heliosphärische Stromschicht.

## Entdeckung und Erforschung
Bereits beim Carrington-Ereignis von 1859 beobachtete der Forscher Richard Carrington einen Zusammenhang zwischen Sonnenflares und zeitlich versetzten irdischen Magnetfeldstürmen, was – obwohl damals unerklärlich – ein frühes Indiz für die Existenz des Sonnenwindes war. Anfang des 20. Jahrhunderts vertrat der norwegische Physiker Kristian Birkeland die Auffassung, die Polarlichter würden durch Teilchenströme von der Sonne ausgelöst. Seine Idee wurde jedoch ebenso wenig ernst genommen wie die des deutschen Physikers Ludwig Biermann, der eine „Solare Teilchenstrahlung“ annahm, um die Richtung der Kometenschweife erklären zu können. Denn Astronomen ist schon lange bekannt, dass die Kometenschweife nicht exakt von der Sonne weg gerichtet waren, sondern einen kleinen Winkel dazu aufwiesen. Biermann erklärte diese Eigenschaft 1951 durch die Bewegung des Kometen in einem sich ebenfalls bewegenden Teilchenstrom, gewissermaßen ein seitliches Abdriften durch die Strömung. E. N. Parker hat 1959 die englische Bezeichnung solar wind eingeführt und eine magnetohydrodynamische Theorie zur Beschreibung des Sonnenwindes vorgeschlagen.
Experimentell konnte die Existenz des Sonnenwinds 1959 durch die sowjetische Lunik 1 und 1962 durch die amerikanische Raumsonde Mariner 2 auf ihrem Weg zur Venus bestätigt werden. Ein weiterer Meilenstein in der Erforschung des Sonnenwindes waren die Sonnenwindsegel, die bei den Apollo-Missionen 11, 12 und 14 bis 16 aufgestellt wurden und Daten über die Isotopenhäufigkeiten der Edelgase Helium, Neon und Argon im Sonnenwind lieferten. Viele weitere Missionen haben zum Verständnis des Sonnenwindes beigetragen. Die Raumsonden Pioneer 10 und 11, Voyager 1 und 2 und die Ulysses-Mission lieferten Daten des Sonnenwindes außerhalb der Erdumlaufbahn, während Helios 1/2 und die Mariner- und Pioneer-Missionen zur Venus sowie russische Vega-Sonden Daten von innerhalb der Erdumlaufbahn lieferten. IMP 1–8, AIMP 1/2, ACE, ISEE 1–3 Sonden sowie das Sonnenobservatorium SOHO und die Raumsonde Wind lieferten Sonnenwinddaten in Erdnähe. Die Ulysses-Mission lieferte auch Daten über den Sonnenwind außerhalb der Ekliptik. Im Jahr 2001 wurde die Genesis-Mission gestartet, bei der hochreine Kristalle in einem der Lagrange-Punkte (L1) des Erde-Sonne-Systems dem Sonnenwind ausgesetzt wurden und danach zur Untersuchung zur Erde zurückgebracht werden sollten. Die Mission schlug bei ihrem Abschluss im Jahr 2004 fehl, weil die Kapsel mit den Sonnenwindteilchen nicht abgebremst wurde, sondern auf dem Erdboden zerschellte. Voyager 1 erreichte im Dezember 2004 die Randstoßwelle und Voyager 2 im August 2007.
Es gibt Bemühungen, den Sonnenwind mit Hilfe von Sonnensegeln zum Antrieb von Raumfahrzeugen zu nutzen.